# Munida rufiantennulata
Munida rufiantennulata is een tienpotigensoort uit de familie van de Munididae. De wetenschappelijke naam van de soort is voor het eerst geldig gepubliceerd in 1969 door Baba.